# Sarre Penn
Der Sarre Penn ist ein Wasserlauf in Kent, England. Der Sarre Penn entsteht östlich von Dunkirk und fließt in östlicher Richtung bis zu seiner Mündung in den River Wantsum westlich von Sarre.